# Verticordia argentea
Verticordia argentea är en myrtenväxtart som beskrevs av Alexander Segger George. Verticordia argentea ingår i släktet Verticordia och familjen myrtenväxter. Inga underarter finns listade i Catalogue of Life.